# Hypoxis
Hypoxis é um género botânico pertencente à família Hypoxidaceae.
A autoridade científica do género é Lineu, tendo sido publicado em Systema Naturae, Editio Decima 2: 972, 986, 1366., no ano de 1759.
Trata-se de um género aceite pelo sistema de classificação filogenética Angiosperm Phylogeny Website.

## Espécies
Segundo a base de dados The Plant List, trata-se de um género com 231 espécies descritas, das 93 são aceites.
Fontes estimam que existam entre 90 ou 100 até 150 espécies no género. Em Agosto de 2014, a World Checklist of Selected Plant Families reconhecia 90 espécies:
- Hypoxis abyssinica Hochst.
- Hypoxis acuminata Baker
- Hypoxis angustifolia Lam.
- Hypoxis argentea Harv. ex Baker
- Hypoxis arillacea R.J.F.Hend.
- Hypoxis aurea Lour.
- Hypoxis bampsiana Wiland
- Hypoxis camerooniana Baker
- Hypoxis canaliculata Baker
- Hypoxis catamarcensis Brackett
- Hypoxis colchicifolia Baker
- Hypoxis colliculata Sánchez-Ken[9]
- Hypoxis costata Baker
- Hypoxis cuanzensis Welw. ex Baker
- Hypoxis curtissii Rose in J.K.Small
- Hypoxis decumbens L.
- Hypoxis demissa Nel
- Hypoxis dinteri Nel
- Hypoxis domingensis Urb.
- Hypoxis exaltata Nel
- Hypoxis exilis R.J.F.Hend.
- Hypoxis filiformis Baker
- Hypoxis fischeri Pax
- Hypoxis flanaganii Baker
- Hypoxis floccosa Baker
- Hypoxis galpinii Baker
- Hypoxis gardneri R.J.F.Hend.
- Hypoxis gerrardii Baker
- Hypoxis glabella R.Br.
- Hypoxis glabella R.Br.
- Hypoxis goetzei Harms
- Hypoxis gregoriana Rendle
- Hypoxis hemerocallidea Fisch.
- Hypoxis hirsuta (L.) Coville
- Hypoxis humilis Kunth
- Hypoxis hygrometrica Labill.
- Hypoxis interjecta Nel
- Hypoxis juncea Sm.
- Hypoxis kilimanjarica Baker
- Hypoxis kraussiana Buchinger ex C.Krauss
- Hypoxis lata Nel
- Hypoxis lejolyana Wiland
- Hypoxis leucotricha Fritsch
- Hypoxis limicola B.L.Burtt
- Hypoxis longifolia Baker
- Hypoxis lucens McVaugh
- Hypoxis ludwigii Baker
- Hypoxis lusalensis Wiland
- Hypoxis malaissei Wiland
- Hypoxis marginata R.Br.
- Hypoxis membranacea Baker
- Hypoxis mexicana Schult. & Schult.f.
- Hypoxis monanthos Baker
- Hypoxis muhilensis Wiland
- Hypoxis multiceps Buchinger ex Baker
- Hypoxis neliana Schinz
- Hypoxis nervosa R.J.F.Hend.
- Hypoxis nivea Y.Singh
- Hypoxis nyasica Baker
- Hypoxis oblonga Nel
- Hypoxis obtusa Burch. ex Ker Gawl.
- Hypoxis occidentalis Benth.
- Hypoxis oligophylla Baker
- Hypoxis parvifolia Baker
- Hypoxis parvula Baker
- Hypoxis polystachya Welw. ex Baker
- Hypoxis potosina Brackett
- Hypoxis pratensis R.Br.
- Hypoxis protrusa Nel
- Hypoxis pulchella G.L.Nesom
- Hypoxis rigida Chapm.
- Hypoxis rigidula Baker
- Hypoxis robusta Nel
- Hypoxis sagittata Nel
- Hypoxis salina M.Lyons & Keighery
- Hypoxis schimperi Baker
- Hypoxis sessilis L.
- Hypoxis setosa Baker
- Hypoxis sobolifera Jacq.
- Hypoxis stellipilis Ker Gawl.
- Hypoxis suffruticosa Nel
- Hypoxis symoensiana Wiland
- Hypoxis tepicensis Brackett
- Hypoxis tetramera Hilliard & B.L.Burtt
- Hypoxis uniflorata Markötter
- Hypoxis upembensis Wiland
- Hypoxis urceolata Nel
- Hypoxis vaginata  Schltdl.
- Hypoxis villosa L.f.
- Hypoxis wrightii (Baker) Brackett
- Hypoxis zeyheri Baker